# Steenbokantilope
De steenbokantilope of steenbokkie (Raphicerus campestris) is een kleine antilope, behorende tot de dwergantilopen (Neotragini). Hij komt voor op de savannen van zuidelijk- en oostelijk Afrika.

## Beschrijving
De steenbokantilope is een slanke antilope met grote oren en lange ledematen. Enkel het mannetje heeft hoorns. Deze hoorns zijn twee rechte punten die negen tot negentien centimeter lang zijn. Hij lijkt veel op een oribi of een gewone duiker, waarmee hij makkelijk verward kan worden. De staart is echter veel kleiner en de oren veel groter dan bij de andere dieren. Ook is hij slanker gebouwd dan een gewone duiker, maar minder slank dan een oribi.
De steenbokantilope heeft een bruine tot rossige vacht. De buik en het binnenste van de oren zijn wit. Rond de ogen zit een bleke vlek, die duidelijk contrasteert met de grote donkere klier onder het oog. Op de snuit zit een driehoekige zwarte vlek, die begint bij de zwarte neus. Jonge dieren hebben een pluizigere vacht dan volwassen dieren.
De steenbokantilope heeft een kop-romplengte van 70 tot 95 centimeter, een schofthoogte van 45 tot 60 centimeter en een lichaamsgewicht van 7 tot 16 kilogram. De staart is 4 tot 6 centimeter lang.

## Verspreiding en leefgebied
De steenbokantilope leeft zowel in droge savannes als open bosgebieden. Hij komt voor in het grootste deel van zuidelijk Afrika, van Angola tot de monding van de Zambezi. In Oost-Afrika leeft hij in Kenia en Tanzania. Hier is hij te vinden van de kust tot op 4750 meter hoogte, voornamelijk op stenige savannes en in met Acacia's begroeide graslanden. In zuidelijk Afrika leeft hij voornamelijk op open vlakten. Ze hebben een voorkeur voor drogere streken met voldoende schuilplaatsen.

## Leefwijze
Het dier is zowel overdag als 's nachts actief. Op het heetst van de dag zoekt het de verkoeling op een vaste schuilplaats in de schaduw, zowel in struikgewas als in een ondergronds hol, bijvoorbeeld een verlaten hol van een aardvarken. Hij leeft van scheuten, twijgen, bladeren en vruchten van bomen en struiken, van gras en van plantenwortels en knollen, die hij opgraaft met de scherpe hoeven. De steenbokantilope kan zijn hele leven zonder water, aangezien het dier al het benodigde vocht uit zijn voedsel haalt. Een steenbokantilope kan dan ook tot 80 kilometer van een waterbron worden aangetroffen.
Bij gevaar drukt de steenbokantilope zich tegen de grond, waarbij hij stil blijft liggen met de oren samengevouwen, en de predator nauwlettend in de gaten houdt. Als de predator toch te dichtbij komt, vlucht hij snel weg.
De steenbokantilope leeft in paartjes, die voor langere tijd samen leven in een vast territorium. Ze rusten en bewegen zich onafhankelijk van elkaar en worden hierdoor zelden samen aangetroffen. De oogklieren zijn te klein om te dienen als territorium-afbakening. In plaats daarvan gebruikt een steenbokantilope voornamelijk mesthopen, die met elkaar verbonden zijn door paden, die zijn besprenkeld met een geurstof uit klieren tussen de hoeven.

### Voortplanting
Als een vrouwtje in oestrus is, wordt het mannetje zeer agressief en territoriaal. Een vrouwtje kan het gehele jaar door een jong krijgen, en kan tot twee worpen per jaar krijgen. Ze krijgt over het algemeen slechts een kalf per worp, na een draagtijd van ongeveer 170 dagen. Het kalf weegt ongeveer een kilogram bij de geboorte. Het kan binnen vijf minuten lopen en zal vrijwel direct na de geboorte zogen. Het kalf zal echter de eerste twee weken verborgen blijven tussen de vegetatie of in een hol. Het jong eet voor het eerst gras als het twee weken oud is. Het wordt drie maanden lang gezoogd. Een vrouwtje is na zes tot acht maanden geslachtsrijp. Een steenbokantilope kan tot zeven jaar oud worden.